# AC/DC
Gli AC/DC (pronuncia inglese britannica: [ˌeɪsiː ˈdiːsiː]; spesso reso graficamente come ACDC) sono un gruppo musicale hard & heavy australo-britannico formato a Sydney nel 1973.
Sebbene il gruppo sia considerato universalmente come australiano, quasi tutti i suoi membri sono nativi britannici. Gli AC/DC sono tra i gruppi di maggior successo nella storia del rock: i loro album hanno venduto oltre 200 milioni di copie nel mondo, di cui oltre 71 milioni nei soli Stati Uniti.
La formazione storica, durata dal 1980 al 1983 e dal 1994 al 2014, comprendeva i fratelli Angus (chitarra solista) e Malcolm Young (chitarra ritmica), Brian Johnson (voce), Cliff Williams (basso) e Phil Rudd (batteria). Johnson fu il sostituto del precedente cantante Bon Scott, deceduto nel 1980. Malcolm Young lasciò la band nel 2014 a causa di una forma di demenza, che lo portò alla morte nel 2017, venendo sostituito da suo nipote Stevie Young. Rudd e Williams, invece, hanno lasciato la band rispettivamente nel 2023 e nel 2024.
Fra i brani più conosciuti della band si possono citare Highway to Hell, dall'omonimo album (ultimo dell'era di Scott), Back in Black ed Hells Bells, dall'album Back in Black (il primo registrato con Johnson). Secondo la RIAA, Back in Black è il secondo album più venduto di tutti i tempi (50 milioni di copie in tutto il mondo) dopo Thriller di Michael Jackson.

## Storia del gruppo
La famiglia Young (di cui fanno parte i due chitarristi che fondarono la band, Angus Young e Malcolm Young), di origine scozzese, si dovette trasferire in Australia per motivi economici alla fine degli anni 50. Malcolm e Angus abbandonarono presto la scuola: Angus si diede da fare come disegnatore per una rivista, mentre Malcolm lavorava in una fabbrica di reggiseni. Nel frattempo Malcolm aveva già formato un gruppo, i The Velvet Underground (da non confondersi con il gruppo omonimo di Lou Reed e John Cale), Angus stava imparando a suonare la chitarra e qualche volta suonava nel gruppo del fratello.
Alla fine del 1973 i due fratelli Young decisero di collaborare in un gruppo e così, il 31 dicembre 1973, nacquero gli AC/DC. Il nome era stato scelto dalla sorella di Young, che lesse la scritta AC/DC (Alternate Current/Direct Current) ossia corrente alternata/corrente continua su un elettrodomestico e la trovò adatta ad esprimere l'elettricità e il dinamismo del gruppo. Della formazione facevano parte anche il cantante Dave Evans, il bassista Larry Van Kriedt e il batterista Colin John Burgess.

### L'era di Bon Scott (1974-1980)
I fratelli Young erano insoddisfatti dell'apporto vocale di Evans, e ritenevano che i suoi atteggiamenti troppo glam (era abituato ad esibirsi con i pittoreschi "zatteroni") non fossero in linea con il loro concetto di rock band: a pochi mesi dalla costituzione del gruppo si misero in cerca di un nuovo cantante che allo stesso tempo potesse anche fregiarsi del titolo di frontman. Evans fece in tempo a partecipare soltanto all'uscita di un singolo, pubblicato solo per il territorio australiano sotto etichetta Albert Productions: Can I Sit Next To You Girl (Rockin' in the Parlour sul lato B).
Fu per puro caso che gli AC/DC si imbatterono in Bon Scott; originario anch'egli della Scozia, vantava già discrete esperienze nella scena del rock (gruppi tra cui i Fraternity e i The Valentines). Tuttavia, in seguito a un grave incidente motociclistico che l'aveva lasciato in ospedale per molte settimane, era stato costretto ad abbandonare temporaneamente la musica, ritrovandosi a lavorare come autista di autobus. Scott, che in quel periodo era stato ingaggiato proprio dal management degli AC/DC per guidare l'autobus della band, venne a sapere che i fratelli Young erano alla ricerca di un nuovo cantante e si propose come candidato ideale. Nel settembre del 1974, Scott divenne ufficialmente il cantante degli AC/DC; con i suoi 28 anni d'età (era nato nel 1946) era il meno giovane del gruppo, ma la sua esperienza permise agli AC/DC di trovare in breve tempo la propria dimensione e quello stile grezzo e "stradaiolo" che li caratterizzerà per tutti gli anni a venire.
Il primo album, High Voltage, venne registrato in soli dieci giorni e pubblicato nella sola Australia nei primi mesi del 1975. Nel disco la batteria fu suonata dall'italiano Tony Currenti (Fiumefreddo di Sicilia, 26 giugno 1951), non accreditato, che rifiutò successivamente di unirsi al gruppo per non dover tornare in Europa, per paura di essere giudicato renitente alla leva.
Fu con l'album successivo, T.N.T. (pubblicato in Australia e Nuova Zelanda), che il suono degli AC/DC iniziò a venir fuori in modo prorompente. Alcuni pezzi, come It's a Long Way to the Top (If You Wanna Rock 'n' Roll) e T.N.T. sono tuttora considerati fra i loro migliori classici, e altri come Live Wire, The Jack e High Voltage sono stati per anni dei punti fermi nelle esibizioni dal vivo. Il nuovo batterista, Phil Rudd, e il nuovo bassista, Mark Evans (che prese il posto dove si erano alternati in diversi, tra cui anche il fratello maggiore degli Young, George, ex-The Easybeats), contribuirono a rafforzare la sezione ritmica.
All'inizio del 1976, grazie anche a una lunga serie di esibizioni dal vivo, gli AC/DC avevano già raggiunto un notevole grado di popolarità in Australia. Ma erano praticamente sconosciuti nel resto del mondo.

#### Verso il successo internazionale
Nel 1976 gli AC/DC firmarono un contratto internazionale per la Atlantic Records, che comprendeva un lungo tour nel Regno Unito e in Europa in qualità di supporto a turno di Kiss, Aerosmith e Blue Öyster Cult, oltre a date come headliner insieme ai Cheap Trick.
Il primo album distribuito su scala internazionale fu una collezione di brani tratti da High Voltage e T.N.T.. Intitolato esso stesso High Voltage, fu seguito dal breve tour britannico Lock Up Your Daughters, che ottenne un discreto successo tra gli estimatori del crescente movimento punk, forse più per l'atteggiamento ribelle e irriverente del gruppo che non per particolari affinità musicali. La stampa musicale britannica comunque li accomunò genericamente all'ondata punk, classificazione che il gruppo rifiutò categoricamente.

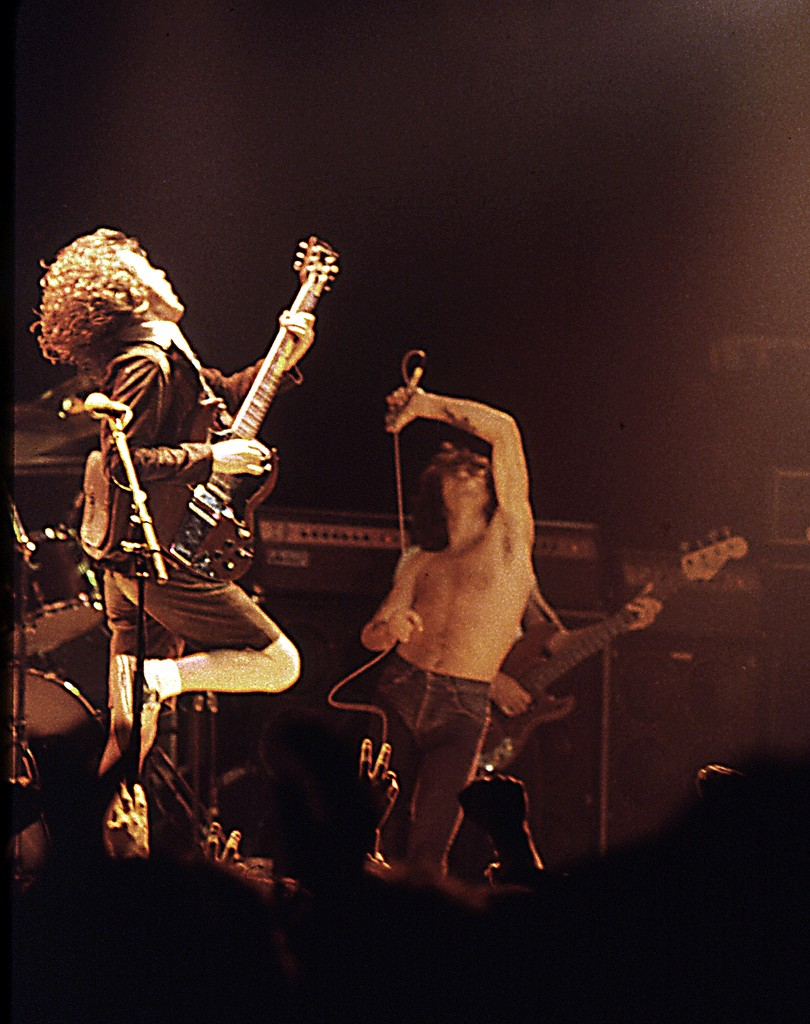
AC/DC all'Ulster Hall di Belfast con Bon Scott

Il disco successivo, Dirty Deeds Done Dirt Cheap, uscì nel settembre del 1976 in versioni differenti a seconda della nazione di pubblicazione: Jailbreak fu presente solo sulla versione australiana, rimpiazzata da Rocker (originariamente presente sull'album T.N.T. australiano) sulle versioni internazionali. Dirty Deeds Done Dirt Cheap non sarà pubblicato negli Stati Uniti fino al 1981: la compagnia discografica non aveva ritenuto il sound del gruppo adatto ai gusti del pubblico americano.
Se con la title track di Dirty Deeds Done Dirt Cheap avevano aggiunto un altro futuro classico al proprio repertorio, si può affermare che fu con Let There Be Rock del 1977 che gli AC/DC trovarono la propria dimensione, liberandosi definitivamente delle sfumature pop ancora percepibili su parte degli album precedenti. Let There Be Rock è un album grezzo e senza compromessi, che rivaleggia con la musica punk del periodo per impeto e immediatezza pur non sacrificando le componenti rock and roll e blues caratteristiche del gruppo.
Con Powerage, del 1978, il bassista Mark Evans venne sostituito da Cliff Williams; l'album comunque non fece che confermare l'ottimo stato di forma del gruppo e la loro intenzione di proseguire sulla strada aperta da Let There Be Rock. Nel tour che ne seguì, gli AC/DC registrarono il loro primo album dal vivo, If You Want Blood You've Got It all'Apollo Theatre di Glasgow il 30 aprile 1978. Il tour li vide anche per la prima volta sostenere il ruolo di headliner in molti Paesi, e If You Want Blood You've Got It ottenne il loro più alto piazzamento nella classifica inglese fino a quel momento, piazzandosi al numero 13.
Alla fine del 1978 gli AC/DC erano ormai un gruppo di culto del panorama hard rock, sia nella loro nativa (musicalmente) Australia, sia in buona parte dell'Europa; il loro logo era diventato uno di quelli più utilizzati per adornare giubbotti e giacchette tra i fan della musica hard rock. Soltanto gli Stati Uniti sembravano non aver ancora notato appieno la loro presenza.

#### Highway to Helle la morte di Bon Scott

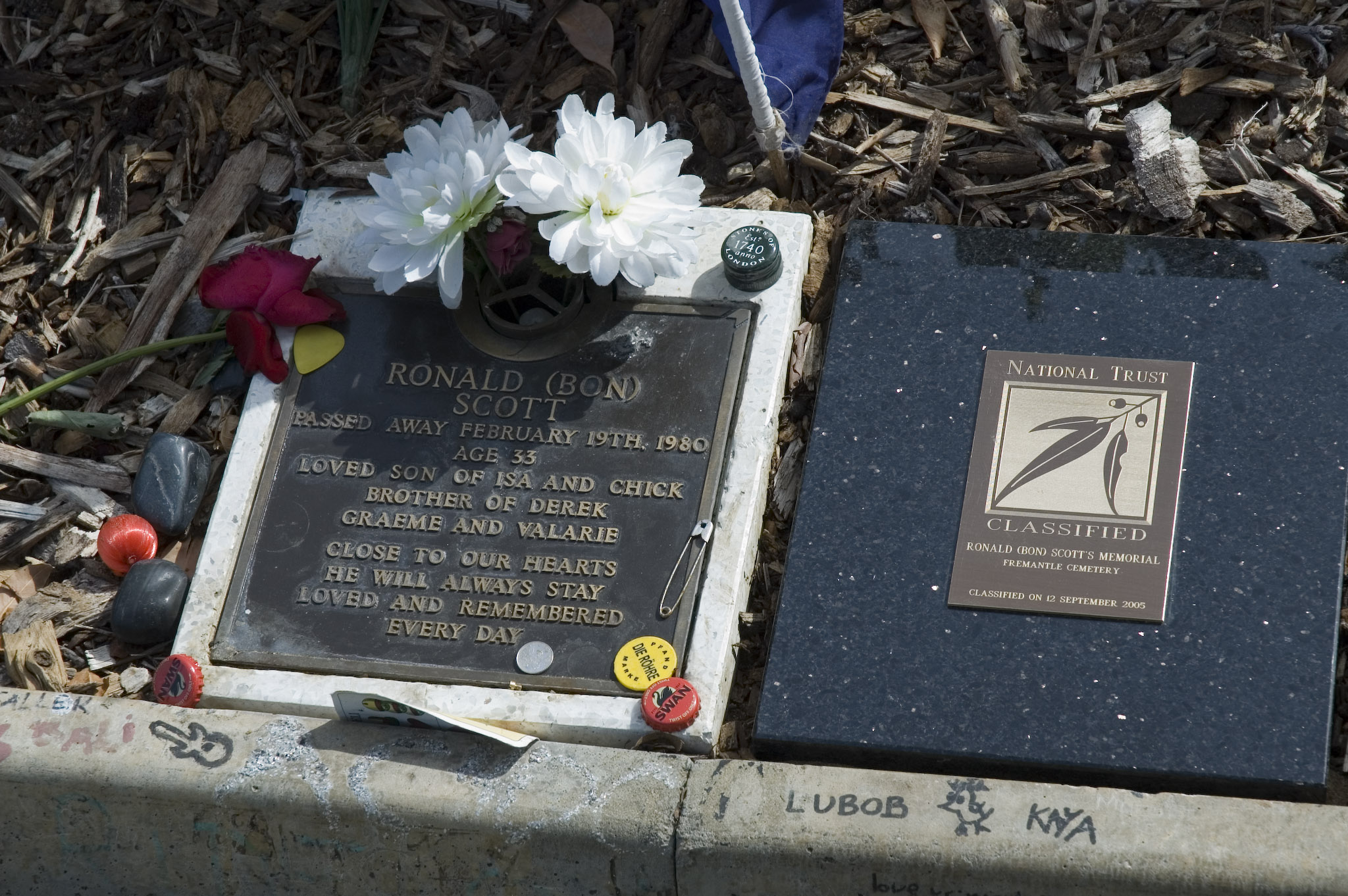
La tomba di Bon Scott.

Se fino al 1978 gli AC/DC erano stati un gruppo sì apprezzato, ma essenzialmente non di culto nel panorama musicale mondiale, tutto cambiò con Highway to Hell del 1979, nel quale avevano aggiunto varietà e raffinatezza ai propri brani, senza comunque distaccarsi dalle proprie radici e dal proprio stile. Con Highway to Hell gli AC/DC sfondarono per la prima volta nella top ten inglese e nella top 20 statunitense.
Il tour mondiale che seguì l'uscita dell'album vide per la prima volta gli AC/DC esibirsi come headliner per tutta la propria durata (eccezione fatta per una data allo stadio di Wembley, in cui si esibirono prima dei The Who nell'agosto del 1979). Durante una delle date del tour, precisamente a Parigi il 9 dicembre 1979, venne registrato il documentario/concerto AC/DC: Let There Be Rock, che ritrae la band in una delle ultime apparizioni con Bon Scott alla voce.
Il tour mondiale si era da poco concluso e il gruppo stava raccogliendo idee e spunti per il nuovo album quando, il 19 febbraio del 1980, si consumò il giorno più tragico della loro storia: Bon Scott fu trovato morto a Londra, all'interno di una Renault 5 di un amico. Anche se permangono alcuni punti oscuri sulla vicenda, secondo la versione ufficiale e più accreditata Scott fu vittima dell'ingestione di una quantità eccessiva di alcool, e allo stesso tempo di una tragica e sfortunata serie di eventi: dopo aver partecipato a una serata di bevute di whisky, presso il The Music Machine a Camden Town, Bon e l'amico (il cui nome corrisponderebbe ad Alistair Kinnear) si diressero verso casa di quest'ultimo. Avendo notato che Bon s'era addormentato ed era troppo ubriaco per svegliarsi e dirigersi verso l'appartamento, l'amico lo coprì con una coperta e lo lasciò in macchina; quando 15 ore dopo l'amico si svegliò e controllò la macchina, si accorse che Scott era ancora incosciente e lo portò di corsa all'ospedale di King's College. All'arrivo all'ospedale Bon Scott era già deceduto, secondo il verdetto medico, il decesso fu dovuto a intossicazione acuta da alcool.
Proprio nel momento in cui gli AC/DC trovarono il successo e la loro forma migliore, la morte di Bon Scott pareva aver concluso nel modo peggiore e più inaspettato la loro avventura e persino la loro carriera.

### L'era di Brian Johnson (1980-presente)
La morte di Bon Scott fu accolta con shock e incredulità dal resto del gruppo; l'annuncio dello scioglimento del gruppo, secondo molti osservatori esterni, sembrava solo questione di tempo. Diversi giorni dopo, Malcolm e Angus si ritrovarono per provare del nuovo materiale. Come testimoniato da entrambi, nessuno al momento aveva idee precise su cosa sarebbe stato degli AC/DC o della loro carriera di musicisti: la musica fu una sorta di terapia al periodo di sconforto e di smarrimento che stavano vivendo. Le sessioni di prova diedero comunque coraggio e morale ai fratelli Young, che decisero che il gruppo non poteva fermarsi, e che Bon stesso non avrebbe voluto lo scioglimento del gruppo al quale s'era tanto dedicato. Così iniziarono a cercare un nuovo cantante.
La ricerca peraltro non si rivelò facile: molti dei possibili candidati si rivelarono subito deludenti e non all'altezza. L'ex cantante dei Back Street Crawler, Terry Sessler, era parso una buona scelta, ma aveva deciso di non volersi unire a un gruppo già avviato. La scelta cadde su Marc Storace, cantante degli svizzeri Krokus (ironicamente considerati una band clone degli AC/DC), che possedeva delle doti vocali molto simili a quelle di Bon; tuttavia egli rifiutò per portare avanti il progetto con i Krokus, gruppo che qualche anno dopo otterrà un discreto successo commerciale in America. Un altro possibile candidato fu un certo Allan Fryer, cantante residente in Australia, ma nativo scozzese proprio come i fratelli Young, che venne contattato dai due manager della band George Young e Harry Vanda. Tuttavia, durante questo periodo un fan degli AC/DC mandò al management una cassetta con una registrazione del britannico Brian Johnson, che venne contattato. Così, quando Young e Vanda notarono Fryer, gli AC/DC si trovavano a Londra alle audizioni con Brian Johnson. Al provino con gli AC/DC, Johnson cantò due canzoni: Whole Lotta Rosie, dall'album Let There Be Rock, e Nutbush City Limits di Ike & Tina Turner. Alcuni giorni dopo il gruppo ufficializzò la scelta di Johnson, così Fryer formerà pochi mesi dopo gli Heaven, che emergeranno proprio grazie all'aiuto di Michael Browning, già manager degli AC/DC. Curiosamente gli Heaven ospiteranno nella loro formazione per un periodo Mark Evans, ex membro degli AC/DC.

#### Back in Black
Con Johnson, gli AC/DC si recarono alle Bahamas per incidere il nuovo album. Il gruppo utilizzò alcune linee musicali che erano state raccolte quando Bon Scott era ancora vivo, ma la maggior parte del materiale fu scritto da zero. I testi incompleti e le idee che Bon aveva raccolto in una serie di appunti non vennero mai usati, per rispetto alla sua memoria. L'album fu intitolato Back in Black e uscì il 25 luglio 1980, con una copertina completamente nera che rendeva omaggio allo scomparso Bon Scott.
Se con Highway to Hell gli AC/DC avevano raggiunto la popolarità mondiale, Back in Black fu l'album che li consegnò alla storia. L'album si apre con il rintocco di una campana a lutto (in memoria di Bon Scott), che introduce Hells Bells, e i 42 minuti seguenti contengono fra le migliori canzoni che gli AC/DC abbiano mai scritto. La celebre You Shook Me All Night Long, forse più di ogni altro loro brano, contribuì ad avvicinare l'hard rock al mondo delle radio. La morte di Bon Scott aveva chiaramente influenzato fortemente il gruppo: Back in Black ha quasi connotazioni da concept album, con tematiche quali la morte, l'edonismo e la voglia di ricominciare musicalmente in primo piano. Back in Black raggiunse la posizione numero 4 nella Billboard 200 statunitense ma rimase nella top 10 per oltre cinque mesi, continuando a vendere a ritmi eccezionali per molti anni a venire. Secondo alcune fonti, è il secondo disco più venduto di tutti i tempi, e il disco più venduto in assoluto da parte di un gruppo rock.
Anche grazie allo straordinario lavoro su questo album, Brian Johnson fu accettato subito dai fan. La sua voce era più "gridata" e acuta di quella di Bon Scott, ma aveva indubbiamente delle similitudini e parve subito adatta anche a molti brani scritti da quest'ultimo.
Il tour mondiale che seguì l'uscita dell'album vide l'introduzione di uno degli elementi scenici che caratterizzeranno la maggior parte dei futuri concerti del gruppo: una campana del peso di una tonnellata e mezza, appositamente fatta forgiare con il logo AC/DC e che verrà colpita da Brian Johnson all'inizio del brano Hells Bells. Il tour, di gran lunga quello di maggior successo che il gruppo aveva mai sostenuto, fu coronato qualche mese dopo con la partecipazione come gruppo principale al Monsters of Rock di Donington, che diventerà negli anni a seguire un appuntamento fisso per gli amanti della musica hard rock e heavy metal.

#### Anni ottanta

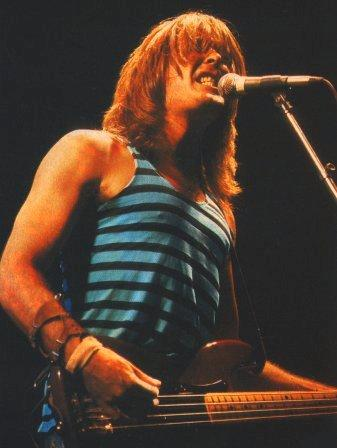
Il bassista Cliff Williams nel 1981.

La "fame" dei fan per la band negli USA fu placata nella primavera del 1981 con la pubblicazione, solo per il Nord America appunto, di Dirty Deeds Done Dirt Cheap (rifiutato dalla Atlantic USA nel 1976): grande successo, posizione numero 3 di Billboard e title track tormentone delle radio. Il disco, per volere della band, uscì con una nota in copertina nella quale veniva segnalata la data della registrazione del disco e della formazione. Dopo una travagliata registrazione con uno studio mobile a Parigi, nel tardo autunno del 1981 uscì For Those About to Rock (We Salute You), con il quale gli AC/DC raggiunsero per la prima volta la posizione numero uno della classifica di vendite statunitense. Anche se For Those About to Rock (We Salute You) è quasi unanimemente considerato un album inferiore al precedente Back in Black, la sua uscita in effetti corrispose a quello che fu forse il momento di massima popolarità nella storia del gruppo. L'album comunque aveva pezzi efficaci, come Put the Finger on You, Let's Get it Up, C.O.D., e soprattutto la title track, che per la seconda volta (dopo Hells Bells) vide il gruppo integrare la propria musica con suoni tanto semplici quanto evocativi: in questo caso furono dei colpi di cannone con cui figurativamente venivano omaggiati tutti coloro che si apprestavano a suonare musica rock. Nel tour mondiale seguente i cannoni divennero parte integrante dello spettacolo durante la canzone For Those About to Rock (We Salute You): il suono venne emulato tramite un sintetizzatore mentre i cannoni sparavano a salve. Il numero di fan sembrava crescere in continuazione: il successo del tour mondiale di supporto a For Those About to Rock (We Salute You) superò ampiamente quello del tour precedente, mentre l'album Back in Black continuava a vendere a ritmi eccezionali.
La loro fortuna commerciale però calò bruscamente con il successivo lavoro Flick of the Switch, del 1983. L'album non vide particolari cambiamenti di stile, ma nel complesso il gruppo risultò meno ispirato: i brani più riusciti come Bedlam in Belgium e Flick of the Switch erano comunque lontani dalla qualità espressa su Back in Black e Highway to Hell. Il gruppo si produsse per la prima volta autonomamente e, forse la presenza in studio di Vanda & Young (più che di Mutt Lange) avrebbe giovato. La situazione era stata peraltro esacerbata da forti discordie che alcuni membri ebbero con il batterista Phil Rudd durante le sessioni di registrazione: Rudd abbandonò gli AC/DC dopo aver completato le proprie parti per i brani già scritti, negando effettivamente la possibilità di ulteriori registrazioni e miglioramenti. Venne sostituito da Simon Wright. Nonostante le vendite deludenti di Flick of the Switch, la popolarità degli AC/DC come gruppo live si era comunque mantenuta ad alti livelli: dopo un buon tour USA nel 1983 (da ottobre a dicembre), nel 1984 parteciparono nuovamente come artisti principali al Monsters of Rock di Donington, che vide fra gli altri esibirsi Van Halen, Ozzy Osbourne, Accept e Mötley Crüe.
Sempre nel 1984 venne pubblicato '74 Jailbreak, una mini-raccolta che contiene cinque brani dell'epoca di Bon Scott e che fa riscoprire le origini degli AC/DC allora ignote alla maggior parte del mondo. Fly on the Wall, del 1985, non sollevò comunque le loro sorti commerciali, e come il precedente album in studio mostrò che il gruppo stava attraversando una fase di flessione dal punto di vista creativo: se Fly on the Wall, Sink the Pink e Shake Your Foundations furono canzoni apprezzabili, buona parte dell'album conteneva materiale riempitivo dimenticabile. L'aspetto più criticato fu comunque il missaggio: il basso risultò troppo in secondo piano e molti non apprezzarono il leggero ma costante effetto di eco sulle parti vocali. Anche questa volta una produzione "esterna" (l'album fu prodotto da Angus e Malcolm) avrebbe fatto comodo. Comunque Simon Wright fece il suo esordio in studio con la band.
Verso la fine dello stesso anno, il gruppo fu contattato da Stephen King per la realizzazione della colonna sonora del film Brivido (Maximum Overdrive). King, da tempo grande estimatore degli AC/DC, raccolse alcune delle sue canzoni preferite dagli album precedenti, che finirono su Who Made Who del 1986 insieme a tre nuovi brani appositamente scritti dal gruppo per il film: Who Made Who e le due strumentali D.T. e Chase the Ace. Il singolo Who Made Who fu un successo. Ben altra sorte ebbe il film, che rappresentava il debutto come regista per Stephen King: critica e pubblico lo bocciarono senza appello, e anche il gruppo in seguito avrà parole tutt'altro che incensatorie nei confronti della pellicola.
Blow Up Your Video uscì nel 1988 e, dal punto di vista commerciale, risollevò in parte le sorti del gruppo, vendendo nettamente più dei due precedenti album in studio. Il disco aveva in Heatseeker e That's the Way I Wanna Rock'n'Roll i propri punti di forza, ma non fu esente da critiche; in particolare, molti lamentarono un declino nella performance canora di Brian Johnson e l'eccessiva presenza di brani modesti. Il tour mondiale che seguì in effetti vide il gruppo proporre soltanto due brani dall'ultimo album: il materiale più amato e apprezzato dai fan rimaneva quello dei vecchi album. Il tour fu anche segnato dall'abbandono momentaneo di Malcolm Young, che si ritirò spontaneamente in una clinica per curare una dipendenza dall'alcol che aveva assunto aspetti pericolosi. Gli AC/DC comunque continuarono il tour: per le date nell'America del Nord le parti di chitarra ritmica furono assegnate al nipote di Malcolm, Stevie Young.

#### Anni novanta
Oltre al rientro di Malcolm Young, il 1989 segnò l'avvicendamento tra Simon Wright e Chris Slade alla batteria; Wright accettò un'offerta da Ronnie James Dio, che gli propose un lavoro come membro fisso del proprio gruppo.
Con il nuovo entrato Slade, gli AC/DC si misero a lavorare sul nuovo album; prodotto da Bruce Fairbairn, l'album uscì nel settembre del 1990 con il titolo The Razors Edge e fu per il gruppo il lavoro di maggior successo dai tempi di For Those About to Rock (We Salute You). Grazie anche al singolo di successo Thunderstruck, l'album riportò gli AC/DC sotto i riflettori e il tour seguente si dimostrò uno dei più seguiti in assoluto della loro carriera, facendo loro guadagnare una nuova presenza come gruppo principale al Monsters of Rock (stavolta itinerante, con al seguito Metallica, Mötley Crüe, Queensrÿche, The Black Crowes e Pantera). Per gli AC/DC era la terza presenza da headliner al festival, record tuttora ineguagliato. Per celebrare l'evento, il concerto di Donington fu filmato tramite un enorme dispiego di mezzi (ventisei telecamere, di cui una montata su un elicottero) e pubblicato successivamente come AC/DC Live at Donington. A distanza di poco più di un mese si esibirono a Mosca per un concerto organizzato per la celebrazione della fine della dittatura comunista: allo storico evento (cui parteciparono anche Metallica, The Black Crowes e Pantera) si recò una folla di circa 500 000 persone.
I pezzi registrati dal vivo nel tour di The Razors Edge furono raccolti e pubblicati su AC/DC Live, uscito nell'ottobre del 1992 sia in versione singola sia in versione doppio album.
Il ritorno al grande successo per molti versi fece definitivamente entrare gli AC/DC fra le icone del rock, e segnò la fine del periodo prolifico del gruppo. Escludendo un singolo, Big Gun (prodotto da Rick Rubin e scritto per la colonna sonora del film Last Action Hero con Arnold Schwarzenegger), passeranno infatti cinque anni da The Razors Edge alla pubblicazione del seguente album, Ballbreaker. L'album, ancora prodotto da Rubin, vide l'abbandono di Slade in favore di Phil Rudd: le discordie di inizio anni ottanta erano da tempo state messe da parte e, secondo il gruppo e la maggior parte dei fan, Rudd era sempre stato il batterista più adatto al suono degli AC/DC. Ballbreaker fu un buon successo commerciale e fu ben accolto da pubblico e critica, malgrado alcune obiezioni sulla performance canora di Brian Johnson (la cui voce apparve ormai piuttosto logorata da anni di tour e incisioni in studio) e sulla prevalenza di brani mid-tempo.
Nel 1997 venne pubblicato il cofanetto commemorativo Bonfire, interamente dedicato a Bon Scott e contenente tre CD con registrazioni dal vivo e rarità risalenti al periodo in cui Scott era il cantante del gruppo (alcune edizioni, ad esempio quella pubblicata negli Stati Uniti, contengono quattro CD per via dell'inclusione di Back in Black).

#### Stiff Upper Lip

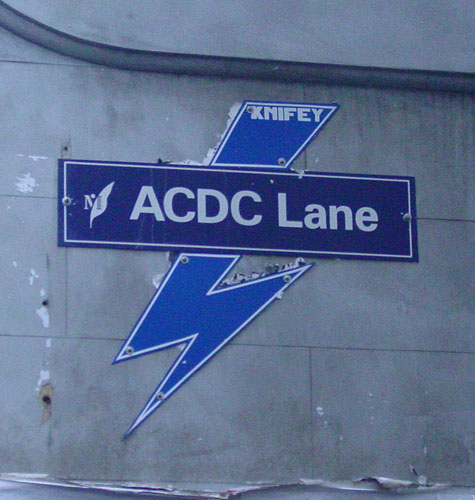
La targa della AC/DC Lane a Melbourne.

Nel 2000 venne pubblicato Stiff Upper Lip, che non si discostò molto da Ballbreaker ma risultò più vicino al blues, evidenziando che il gruppo, pur non avendo rivoluzionato il proprio stile, aveva negli ultimi anni moderato parzialmente i ritmi e le sonorità. L'album, che rivide alla produzione George Young, dal punto di vista commerciale e musicale probabilmente non rappresentò uno dei capitoli fondamentali della carriera degli AC/DC, ma il ritorno del gruppo alle apparizioni dal vivo: nel 2000-2001 dimostrò che pur avendo ampiamente passato i 25 anni di carriera, i vecchi rocker erano ancora in grado di smuovere grandi folle ed entusiasmare più di una generazione di appassionati.
Il 31 dicembre dello stesso anno, in Nuovo Messico, alcuni dischi del gruppo furono bruciati per via del presunto satanismo attribuito alla band (la stessa sorte toccò anche ai romanzi di Harry Potter).
Quasi in contemporanea all'uscita di Stiff Upper Lip, al gruppo venne intitolata una strada in un sobborgo di Madrid (evento che si ripeterà nel 2004 per una strada di Melbourne); gli AC/DC sono tra i pochi gruppi rock ad avere ricevuto questo tipo di onorificenza.
Nel 2003 la Epic e la Sony hanno rimasterizzato tutti gli album degli AC/DC in versione digitale (nel 2005 invece Back in Black è stato pubblicato in formato Dual-Disc). Nello stesso anno il gruppo decise di tornare nuovamente ad esibirsi dal vivo e di prendere parte ad alcuni eventi particolari, tra cui l'esibizione a Sydney con i The Rolling Stones, la serata per le premiazioni della Rock and Roll Hall of Fame insieme con Steven Tyler degli Aerosmith, il concerto benefico a favore delle popolazioni asiatiche colpite dal virus SARS a Toronto insieme a gruppi e cantanti solisti tra i quali The Rolling Stones, Rush e Justin Timberlake.

#### Black Ice
Ad aprile del 2008, come confermato da Brian in un'intervista a una radio di Washington, gli AC/DC hanno terminato le registrazioni, del nuovo album di inediti intitolato Black Ice uscito il 17 ottobre, con il produttore Brendan O'Brien.
In contemporanea all'uscita di Black Ice è partito il nuovo tour mondiale, proseguito in Europa nel 2009. I dati di vendita iniziali di Black Ice nel mondo si sono rivelati inoltre particolarmente positivi: l'album ha debuttato al primo posto nelle classifiche di 29 Paesi, tra cui Stati Uniti, Regno Unito, Germania, Spagna, Francia, Australia, Argentina e, per la prima volta nella loro carriera, anche Italia. Le vendite mondiali di Black Ice si sono attestate a quota 5 milioni alla fine del 2008; questo rende Black Ice il secondo album più venduto dell'anno, e il loro album di maggior successo commerciale dai tempi The Razors Edge.
Il 30 maggio 2010 è uscito Iron Man 2, raccolta di canzoni degli AC/DC usate come colonna sonora dell'omonimo film.

#### Rock or Bust

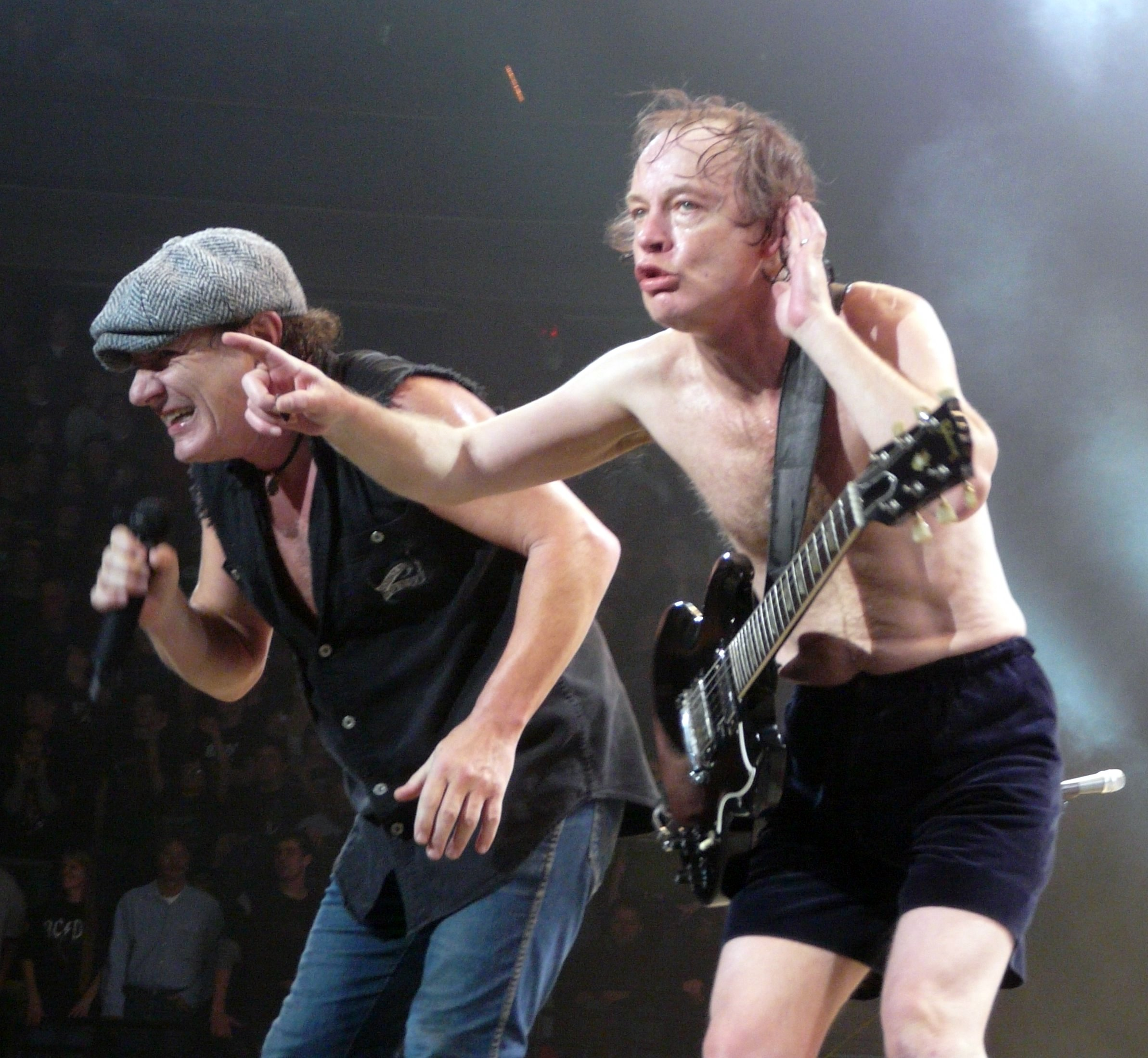
Brian Johnson e Angus Young

A fine giugno 2014 si sono concluse le registrazioni per un nuovo album per festeggiare i 40 anni della band. A causa delle cattive condizioni di salute del chitarrista e membro fondatore Malcolm Young, questo è stato sostituito dal nipote Stevie Young. All'album seguirà un tour che dal cantante Brian Johnson è stato definito come un modo per dire addio ai fan. Nel frattempo il batterista Phil Rudd ha inciso il suo primo album da solista, Head Job, uscito il 29 agosto 2014. Come singolo introduttivo, il 18 luglio 2014 è stato pubblicato Repo Man.
Il 24 settembre 2014 viene annunciato ufficialmente il nuovo album Rock or Bust, il quale è stato pubblicato il 28 novembre in Australia, il 1º dicembre in Europa e il 2 dicembre negli Stati Uniti d'America. L'album ha riscosso un buon successo grazie ai singoli Play Ball e l'omonimo Rock or Bust.
Il 5 novembre 2014 Rudd viene arrestato per possesso di cannabis e per aver assoldato un killer per l'uccisione di due persone, rischiando fino a 10 anni di reclusione. Nel periodo successivo la posizione del batterista nel gruppo è rimasta indefinita. Sebbene nelle fotografie promozionali inerenti a Rock or Bust non risulti presente, il portavoce degli AC/DC ha affermato che Rudd faceva ancora parte della formazione al cento per cento. L'8 febbraio 2015 si sono esibiti durante i Grammy Awards 2015 con i brani Rock or Bust e Highway to Hell, mentre il 9 marzo hanno pubblicato il video musicale del terzo singolo Rock the Blues Away. A partire da maggio 2015 gli AC/DC hanno intrapreso il Rock or Bust World Tour, nel quale Rudd è stato sostituito da Chris Slade; il tour si è composto di 40 date, come i quarant'anni di carriera del gruppo.
Il 15 marzo 2016 Brian Johnson ha abbandonato dal gruppo a causa dei suoi problemi di udito; lo stesso cantante ha dichiarato di «essersi sentito tradito» dai restanti componenti degli AC/DC. A prendere il suo posto nelle date rimanenti del Rock or Bust World Tour è stato Axl Rose, il cui ingresso nel gruppo è stato ufficializzato il 16 aprile. In una lettera del 19 aprile 2016 Johnson ha rilasciato una dichiarazione ufficiale riguardo ai suoi problemi di salute e all'impossibilità di continuare a svolgere concerti, è comunque sua intenzione continuare a registrare in studio con il gruppo. Il 20 settembre dello stesso anno Cliff Williams ha abbandonato il gruppo, decidendo di ritirarsi dalle scene musicali. Dopo aver completato il tour nel 2016 gli AC/DC sono andati in pausa per due anni. Il 18 novembre 2017 muore il chitarrista Malcolm Young, affetto da tempo da demenza senile. Negli anni successivi crebbe tuttavia la speculazione che gli ex-membri Johnson e Rudd fossero tornati e lavorassero di nuovo con il gruppo, indiscrezione confermata da un fan residente vicino al Warehouse Studio di Vancouver che ha affermato di averli osservati nell'area esterna dello studio dalla finestra di un appartamento.

#### Power Up
Il 28 settembre 2020 il gruppo ha pubblicato sui social network un video raffigurante una saetta rossa e il giorno successivo in alcune città sono state installati alcuni cartelloni pubblicitari con la scritta PWRUP (abbreviazione di Power Up). Una delle installazioni è apparsa davanti alla Ashfield Boys High School di Sydney, dove studiò da ragazzo Angus Young. Il 30 settembre viene pubblicata una foto che di fatto ufficializza il ritorno in formazione di Johnson, Williams e Rudd, mentre il 7 ottobre viene pubblicato il singolo Shot in the Dark. Lo stesso giorno viene annunciata la pubblicazione del diciassettesimo album Power Up, prevista per il 13 novembre dello stesso anno. Il 30 ottobre è stata presentata l'anteprima di un'altra traccia, Demon Fire, mentre l'11 novembre è stato pubblicato il secondo singolo Realize.
Dopo sette anni di assenza sul palco dal loro ultimo tour Rock or Bust, il 7 ottobre 2023 gli AC/DC si sono esibiti in occasione del Power Trip Festival tenuto a Indio, in California; durante l'evento Matt Laug ha ricoperto il ruolo di batterista al posto di Phil Rudd.
Nel 2024, in occasione dei 50 anni del gruppo, pubblicano ristampe di vari album.
Nell'estate dello stesso anno la band torna in tour in tutta Europa, con prima data a Gelsenkirchen il 17 maggio. I concerti proseguono fino a metà agosto, con tappa italiana il 25 maggio a Reggio Emilia. La formazione vede la riconferma di Matt Laug alla batteria e Chris Chaney al basso.

## Stile e influenze
Il gruppo ha introdotto fin dai primi album uno stile musicale inconfondibile, un rock basato su riff semplici e incisivi di ispirazione blues, doppia chitarra distorta (ritmica e solista) in primo piano, cantato stridente e aggressivo, versi e interpretazione scenica basati sullo stereotipo del "ragazzaccio" (a suo agio in un mondo di delinquenza, droga, alcool, soldi e prostitute) ma condito con ampie dosi di ironia (è celebre l'immagine del chitarrista, Angus Young, che si esibisce sul palco con una uniforme da scolaretto).
Gli AC/DC ripresero il rock and roll nella sua forma più immediata e diretta, traendo forte spunto dai lavori seminali di Chuck Berry (dal quale Angus Young imiterà il tipico ballo detto "Duck Walk" rendendolo ancora più celebre), e portandolo agli eccessi sonori, per molti versi in modo simile a ciò che i Led Zeppelin avevano fatto qualche anno prima. In netta controtendenza con la direzione che la maggior parte dei gruppi rock stavano assumendo a metà anni settanta, gli AC/DC fecero dell'immediatezza il proprio cavallo di battaglia: per molti versi, il gruppo fu tra i primi a rifiutare categoricamente le ambizioni e contaminazioni dell'art rock e a portare il rock verso uno spirito ribelle e "stradaiolo"; in questo senso anticipò leggermente la nascita ufficiale del movimento punk rock. Come per tutti i gruppi hard rock e heavy metal degli anni settanta, molto forti nello stile musicale del gruppo sono anche le influenze blues: oltre al puro rock and roll di Chuck Berry, Angus Young ha citato più volte artisti blues come Muddy Waters e B.B. King come ispirazioni fondamentali per la propria carriera di musicista. Ulteriori influenze possono essere rintracciate nei lavori di gruppi cardine della nascita dell'hard rock, in particolare Rolling Stones, Led Zeppelin e The Who. Se in alcuni dei brani più famosi, come ad esempio Riff Raff, If You Want Blood (You've Got It) e Shake a Leg, sono chiaramente riconoscibili riff provenienti dal rock and roll (come è solito in buona parte dell'hard rock), è altrettanto vero che la furia sonora nell'esecuzione (specialmente durante le esibizioni dal vivo) ha avuto una notevole influenza sullo sviluppo del movimento heavy metal negli anni settanta: lo stesso headbanging, divenuto uno dei simboli dell'hard rock e dell'heavy metal, fu proprio introdotto da Angus Young già dagli inizi della loro carriera.
Le tematiche presenti nei brani degli AC/DC si rifanno molto spesso alla famosa triade "sesso, droga e rock and roll". Per i riferimenti sessuali vengono spesso utilizzati doppi sensi, di solito molto palesi e con connotati quasi umoristici, e che risultano presenti sia nei testi scritti da Bon Scott, sia in quelli scritti dopo la sua morte da Brian Johnson e/o dai fratelli Young (e presumibilmente influenzati da Bon Scott). Molte sono le loro canzoni celebrative della musica rock. A differenza della maggior parte degli artisti hard rock, gli AC/DC hanno pressoché sempre evitato le power ballad, sottolineando spesso il proprio disdegno per quel tipo di approccio con la musica.
Gli AC/DC hanno incontrato talvolta l'aperta ostilità di parte della stampa musicale, che li ha accusati di scrivere canzoni senza alcun impegno sociale e di essere completamente ancorati al proprio genere. Il gruppo non ha comunque mai dato molto peso a questo tipo di critiche:
(Angus Young)
Gli AC/DC, nel 2003 sono stati introdotti nella classifica dei 100 migliori artisti musicali secondo la rivista Rolling Stone, più precisamente al 72º posto.

### Eredità
Gli AC/DC, oltre ad essere uno dei gruppi più noti della storia del rock, furono tra i maggiori ispiratori del movimento heavy metal anni ottanta; molti gruppi infatti li citarono tra le loro ispirazioni principali. Questa influenza si può notare in diversi gruppi heavy metal, hair/glam metal e hard rock che ripresero dei riff di indubbia e inconfondibile derivazione dal gruppo australiano. Tra i gruppi che vennero evidentemente influenzati da questi possiamo trovare i Cinderella, Britny Fox, Kix, Jackyl, The Four Horsemen, Dirty Looks, The Cult, Guns N' Roses, Megadeth, Anthrax, Rose Tattoo, Accept, Heaven, Helix, Quiet Riot, Warrant, Fastway, Poison, Great White, Mötley Crüe, D-A-D, Johnny Crash, Twisted Sister, Dangerous Toys, Slaughter, Nazareth, Kiss, Whitesnake, The Screaming Jets, Vinnie Vincent Invasion, Smashed Gladys, Steelheart, Sleeze Beez, i più recenti Jet, Tokyo Dragons, The Darkness, Broken Teeth, Danko Jones, Big Cock e molti altri. Oltre a ciò, alcuni gruppi avevano sonorità fortemente simili agli AC/DC, venendo definiti spesso loro "cloni"; tra i più famosi e meglio riusciti vanno citati gli AB/CD (i quali si presentarono proprio come una band parodia), i Krokus, i Rhino Bucket (dove militò uno dei batteristi degli AC/DC Simon Wright), i Boned, gli Airbourne e gli spagnoli '77.
Una band country ha coniato il proprio nome come una parodia del nome degli AC/DC scegliendo di chiamarsi Hayseed Dixie, giocando quindi sulla somiglianza fonetica dei due nomi; questa stessa band ha creato anche delle reinterpretazioni delle canzoni più famose degli AC/DC e di altri gruppi famosi in stile country. In modo analogo anche un gruppo hip hop ha scelto il nome AC/D-She e un altro gruppo tedesco ha scelto di chiamarsi AM/FM. Esiste inoltre canadese noto come BC/DC, della Columbia Britannica. Esistono anche numerose cover band formate di sole donne come le AC/DShe, ThundHerStruck, e le Hells Belles (di cui fecero parte le sorelle Roxy e Maxine Petrucci, ex Madam X e Vixen). Queste ultime band hanno tratto ispirazione dai titoli di alcuni brani degli AC/DC.

## Controversie
Nel 1985 il gruppo venne involontariamente coinvolto dalla stampa in un caso di pluriomicidio perpetrato dal serial killer Richard Ramirez. Ramirez, che si dichiarava satanista, era stato descritto come un estimatore del gruppo (sulla scena del crimine di uno dei delitti era stato rinvenuto un suo berretto da baseball con il logo degli AC/DC) e in special modo di Highway to Hell. In particolare, un presunto legame fra le attività criminali di Ramirez, la sua attitudine al satanismo, e gli AC/DC, fu insinuato sulla scorta del testo della canzone Night Prowler, in cui si narra di un uomo che si introduce in casa altrui; il testo fu interpretato dai mass media come fonte d'ispirazione dei crimini di Ramirez, a dispetto delle dichiarazioni della band, la quale ha poi ribadito come, in realtà, la canzone raccontasse di un ragazzo che si introduce a casa della fidanzata mentre il padre di lei dorme. A seguito di tali vicende, il gruppo fu accusato dai mass media di promuovere il satanismo.

## Nome
Il nome è l'acronimo di Alternate Current/Direct Current (corrente alternata/corrente continua) e venne suggerito da Margaret, sorella maggiore dei fratelli Young, che l'aveva letta sul retro di un aspirapolvere.

## Formazione
Attuale
- Brian Johnson – voce (1980-2016, 2018-presente)
- Angus Young – chitarra (1973-presente)
- Stevie Young – chitarra (2014-presente[88])

Turnisti
- Chris Chaney – basso (2024-presente)
- Matt Laug – batteria (2023-presente)

Ex-componenti
- Dave Evans – voce (1973-1974)
- Larry Van Kriedt – basso (1973-1974, 1975)
- Neil Smith – basso (1974)
- Colin John Burgess – batteria (1973-1974; turnista 1975)
- Ron Carpenter – batteria (1974)
- Noel Taylor – batteria (1974)
- Peter Clack – batteria (1974-1975)
- Rob Bailey – basso (1974-1975)
- Paul Matters – basso (1975)
- Russel Coleman – batteria (1975)
- Mark Evans – basso (1975-1977)
- Bon Scott – voce (1974-1980)
- Phil Rudd – batteria (1975-1983, 1994-2014, 2018-2023)
- Cliff Williams – basso (1977-2016, 2018-2024)
- Simon Wright – batteria (1983-1989)
- Malcolm Young – chitarra (1973-2014)
- Axl Rose – voce (2016)
- Chris Slade – batteria (1989-1994, 2015-2018)

Ex-turnisti
- Dennis Laughlin – voce (1974)
- George Young – basso (1974, 1975)
- Paul Greg – basso (1991)
- John Proud – batteria (1974)
- Tony Currenti – batteria (1974)
- B. J. Wilson – batteria (1983)
- Bob Richards – batteria (2014)

## Discografia
- 1975 – High Voltage (versione australiana)
- 1975 – T.N.T.
- 1976 – High Voltage (versione internazionale)
- 1976 – Dirty Deeds Done Dirt Cheap
- 1977 – Let There Be Rock
- 1978 – Powerage
- 1979 – Highway to Hell
- 1980 – Back in Black
- 1981 – For Those About to Rock We Salute You
- 1983 – Flick of the Switch
- 1985 – Fly on the Wall
- 1988 – Blow Up Your Video
- 1990 – The Razors Edge
- 1995 – Ballbreaker
- 2000 – Stiff Upper Lip
- 2008 – Black Ice
- 2014 – Rock or Bust
- 2020 – Power Up

## Videografia
- 1980 – AC/DC: Let There Be Rock
- 1985 – Fly on the Wall
- 1986 – Who Made Who
- 1989 – AC/DC for General Exhibition
- 1991 – Clipped
- 1991 – Live at Donington
- 1993 – For Those About to Rock - Live in Moscow 1991
- 1996 – No Bull
- 2001 – Stiff Upper Lip Live
- 2003 – Live '77
- 2004 – Toronto Rocks
- 2005 – Family Jewels
- 2007 – Plug Me In
- 2008 – NO BULL: The Directors Cut
- 2009 – Backtracks
- 2011 – Live at River Plate

## Tournée
- 1976 – High Voltage European Tour
- 1976-77 – Dirty Deeds Done Dirt Cheap Tour
- 1977 – Let There Be Rock Tour
- 1978 – Powerage Tour
- 1978-79 – If You Want Blood, You've Got It Tour
- 1979-80 – Highway to Hell Tour
- 1980-81 – Back in Black Tour
- 1981–82 For Those About to Rock Tour
- 1983-85 – Flick of the Switch Tour
- 1985-86 – Fly on the Wall Tour
- 1986 – Who Made Who Tour
- 1988 – Blow Up Your Video Tour
- 1990-91 – Razors Edge Tour
- 1996 – Ballbreaker Tour
- 2000-01 – Stiff Upper Lip Tour
- 2008-10 – Black Ice Tour
- 2015-16 – Rock or Bust Tour
- 2024-25 – Power Up Tour

## Riconoscimenti
- Rolling Stone - "100 Greatest Artists of All Time" (72º posto)
- VH1 - "100 Greatest Artists of All Time" (23º posto)
- VH1 - "100 Greatest Artists of Hard Rock" (4º posto)
- Q - "50 Bands You Must See Before You Die" (1º posto)
- Q - "50 Greatest Bands of All Time" (24º posto)
- Spin - "50 Greatest Bands of All Time" (18º posto)
- Rock and Roll Hall of Fame (2003)
- Guitar World nel 2004 piazzò Malcolm Young e Angus Young al terzo posto nella graduatoria dei "100 migliori chitarristi metal di sempre".[89]

### Enciclopedie
- (EN) Peter Buckley, The rough guide to rock, Rough Guides, 2003, ISBN 1-84353-105-4.
- Gianni Della Cioppa (a cura di), HM: Il grande libro dell'heavy metal, Giunti, 2011, ISBN 9788809768666, OCLC 898511219.
- Federico Guglielmi, Cesare Rizzi, Grande enciclopedia rock, Giunti Editore, 2002, ISBN 88-09-02852-X.
- Luca Signorelli, Metallus. Il libro dell'heavy metal, Giunti Editore, 2001, ISBN 88-09-02230-0.
- (EN) M.C. Strong, The great rock discography, Giunti Editore, 1998, ISBN 88-09-21522-2.

### Testi monografici
- Malcolm Dome, Jerry Ewing, AC/DC: The Encyclopaedia, Chrome Dreams, 2008, ISBN 1-84240-436-9.
- Murray Engleheart, AC/DC: Maximum Rock & Roll, Harper Collins, 2006, ISBN 978-0-7322-8964-5.